# Peter Joseph Lenné
Peter Joseph Lenné (Bonn, 29 settembre 1789 – Potsdam, 23 gennaio 1866) è stato un architetto del paesaggio tedesco.
Esponente dell'architettura neoclassica, operò nel Regno di Prussia nella prima metà del XIX secolo, rappresentando insieme a Karl Friedrich Schinkel uno dei maggiori architetti del periodo.

## Progetti principali
- il Parco termale di Bad Homburg[1]
- i giardini di Pfaueninsel a Berlino[2]
- il parco del Castello di Basedow[3]
- La Roseninsel sul lago di Starnberg
- Il parco del castello di Friedrichsfelde, dal 1955 sede del Tierpark Berlin (1821)
- Il Lennépark a Francoforte sull'Oder (1833-1845)
- Il Landwehrkanal a Berlino (1845–1855)
- Il parco di Sanssouci a Potsdam
- Il Tiergarten, a Berlino (1833–1840)
- il Park Babelsberg a Potsdam (1833–1843)
- il Volkspark Friedrichshain a Berlino
- Il Zoologischer Garten Berlin di Berlino (1833–1842)
- Il giardino zoologico di Dresda
- Il parco del Castello di Schönhausen a Berlino
- Il parco del Castello di Trebnitz a Müncheberg
- Il parco de Castello del Principe Elettore a Coblenza
- La piazza dei tornei al castello di Stolzenfels
- Il parco del Castello di Doelzig (1832)
- Il parco del Castello di Petzow (1838)
- Il parco del Castello di Boitzenburg (1840)
- Il parco del Castello di Freienwalde
- Il parco del Castello di Kröchlendorff (1844)
- Il parco del Castello di Kittendorf (1848)
- Il parco del Castello di Kummerow
- Il parco del Castello di Lanke
- Il parco del Castello di Lindstedt
- Il parco del Castello di Wolfshagen (1850)
- Il parco del Castello di Kartlow
- Il parco del Castello di Ludwigslust (1852)
- Il parco del Castello di Remplin
- Il parco Lenné come parte del Promenadenring a Lipsia (1857-1859)